# 卡缅卡区 (沃罗涅日州)
卡缅卡区（俄语：Каменский район）是俄罗斯联邦沃罗涅日州下辖的一个区，其行政中心为卡缅卡。据2016年统计，该区的人口为18664人。